# 黑嘴玉螺
黑嘴玉螺（学名：Natica fasciata），是异足目玉螺科玉螺属的一种。主要分布于印度尼西亚、台湾，常栖息在浅海底、浅海。